# Дальняя Вотчица
Дальняя Вотчица — река в России, протекает в Вожегодском районе Вологодской области. Устье реки находится в 25 км по левому берегу реки Вотчицы. Длина реки составляет 10 км. Дальняя Вотчица — левая составляющая реки Вотчицы, образует её сливаясь с правой составляющей — Ближней Вотчицей.
Дальняя Вотчица берёт исток на Верхневажской возвышенности в ненаселённом лесном массиве близ границы с Архангельской областью. Течёт по лесу на юго-восток, крупных притоков и населённых пунктов на берегах не имеет.
Сливается с Ближней Вотчицей западнее посёлка Снегиревка, образуя Вотчицу.

## Данные водного реестра
По данным государственного водного реестра России относится к Двинско-Печорскому бассейновому округу, водохозяйственный участок реки — озеро Кубенское и реки Сухона от истока до Кубенского гидроузла, речной подбассейн реки — Сухона. Речной бассейн реки — Северная Двина.
Код объекта в государственном водном реестре — 03020100112103000005528.